# Sepulcro de Raimundo de Losana

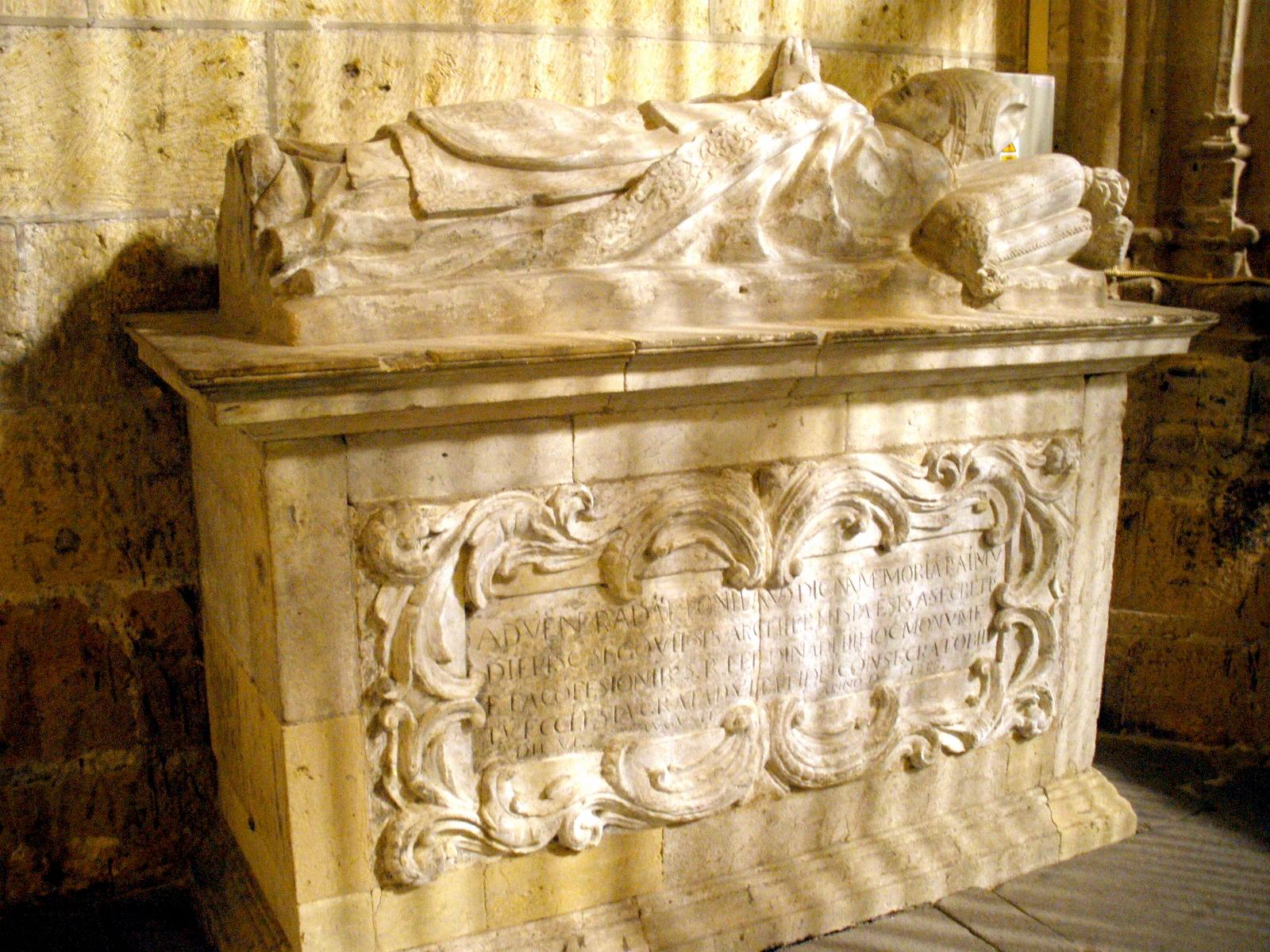
Sepulcro del obispo Raimundo de Losana en la catedral de Segovia.

El sepulcro de Raimundo de Losana es un monumento funerario correspondiente a la segunda mitad del siglo XVI ubicado en la capilla del Cristo del Consuelo de la catedral de Segovia (España). Representa a Raimundo de Losana, que fue obispo de Segovia, arzobispo de Sevilla y confesor de Fernando III de Castilla.
No existe acuerdo entre historiadores sobre el lugar de enterramiento del obispo; mientras unos sostienen que fue enterrado en la iglesia de San Gil de Segovia y trasladado después a la antigua Catedral de Santa María de Segovia, otros le hacen enterrado en la catedral de Sevilla, correspondiendo el enterramiento segoviano a los padres del prelado.
El sepulcro estuvo ubicado primeramente en el trascoro de la catedral, y trasladado posteriormente a su emplazamiento actual, la capilla del Cristo del Consuelo, y fue erigido como homenaje al prelado, tal y como reza su inscripción en latín:

Ad venerand, et omni laude dignam memoriam Raymundi Epscpi. Segov, Archepi. Hispalens. Á Secretis et á Confesionibus S. R. Ferdinandi III. Hoc monumentum Ecclesia grata debita lide consecravit. Obiit die VI augusti anno de M.CCLXXXVIII.